# Caupo
Caupo è una frazione di Seren del Grappa, in provincia di Belluno, posizionata alle pendici del Monte Roncon. 
Essa è attraversata dalla Strada Regionale denominata "Cadorna" che porta direttamente sul Monte Grappa. 
La sua popolazione negli ultimi anni ha avuto un sensibile incremento demografico.

La chiesa di san Vito e Modesto, del XV secolo, è una ricostruzione dell'originaria distrutta dall'alluvione del 1304. La pala d'altare con Madonna col Bambino, Santo Stefano e San Vittore, di Lorenzo Luzzo (1511), si trovava nella chiesa di Caupo.  
Fu centro di smistamento per il fronte durante la prima guerra mondiale.